# Kabinett Szemere
Das Kabinett Szemere war nach dem Kabinett Batthyány und dem Landesverteidigungsausschuss die dritte Regierung des Königreichs Ungarn inmitten der Revolution 1848/49. Sie wurde vom ungarischen Ministerpräsidenten Bertalan Szemere am 2. Mai 1849 gebildet und bestand bis 11. August 1849.

## Minister
| Amt                                                        | Amtsträger               | Beginn der Amtszeit | Ende der Amtszeit |
| ---------------------------------------------------------- | ------------------------ | ------------------- | ----------------- |
| Ministerpräsident, Innenminister                           | Bertalan Szemere         | 2. Mai 1849         | 11. August 1849   |
| Außenminister, Minister für Ackerbau, Industrie und Handel | Kázmér Batthyány         | 2. Mai 1849         | 11. August 1849   |
| Justizminister                                             | Sebő Vukovics            | 2. Mai 1849         | 11. August 1849   |
| Minister für Cultus und Unterricht                         | Mihály Horváth           | 2. Mai 1849         | 11. August 1849   |
| Minister für Arbeit und Verkehr                            | László Csány             | 2. Mai 1849         | 11. August 1849   |
| Verteidigungsminister                                      | Lázár Mészáros (interim) | 2. Mai 1849         | 7. Mai 1849       |
| Verteidigungsminister                                      | Artúr Görgey             | 7. Mai 1849         | 7. Juli 1849      |
| Verteidigungsminister                                      | Lajos Aulich             | 14. Juli 1849       | 11. August 1849   |
| Finanzminister                                             | Ferenc Duschek           | 2. Mai 1849         | 11. August 1849   |